# Ihor Makowej
Ihor Jurijowycz Makowej, ukr. Ігор Юрійович Маковей, ros. Игорь Юрьевич Маковей, Igor Jurjewicz Makowiej (ur. 4 września 1976 we wsi Dubowa, w obwodzie winnickim) – ukraiński piłkarz, grający na pozycji pomocnika, a wcześniej napastnika, sędzia piłkarski.

## Kariera piłkarska

### Kariera klubowa
Wychowanek Internatu Sportowego w Kijowie. Pierwszy trener Fedir Medwid´. W 1993 rozpoczął karierę piłkarską w Karpat Lwów, skąd w 1994 był wypożyczony do Skały Stryj. Podczas przerwy zimowej sezonie 1997/98 został zaproszony do Czornomorca Odessa, ale przed startem rundy wiosennej był wymieniony na Wołodymyra Hapona do Wołyni Łuck. Po zakończeniu rundy jesiennej sezonu 1998/99 wyjechał do Izraela, gdzie podpisał 4-letni kontrakt z klubem Hapoel Petach Tikwa. Ale potem w klubie zmienił się trener i piłkarz był zmuszony szukać sobie inny klub. W 2000 występował w lwowskich Karpatach, a w 2001 w Krywbasie Krzywy Róg. Latem 2001 Worskła Połtawa wykupiła jego kontrakt. W lipcu 2004 przeszedł do Zakarpattia Użhorod, ale po przerwie zimowej zmienił klub na Spartak Iwano-Frankowsk. Sezon 2005/06 rozpoczął w klubie Podilla Chmielnicki, a potem został zaproszony przez trenera Ihora Nakonecznego do MKT-Araz İmişli. W następnym sezonie 2006/07 bronił barw Wołyni, ale po 2 rozegranych meczach postanowił ukończyć karierę piłkarską w wieku 30 lat.

### Kariera reprezentacyjna
Występował w juniorskiej reprezentacji U-19 w eliminacjach do Euro-2004.

## Kariera zawodowa
Po zakończeniu kariery piłkarskiej poszukiwał talenty piłkarskie dla ukraińskich klubów, a potem jako sędzia piłkarski.

## Sukcesy i odznaczenia
- brązowy medalista Mistrzostw Ukrainy: 1998